# Municipio de Concord (condado de Ottawa)
El municipio de Concord (en inglés, Concord Township) es un municipio del condado de Ottawa, Kansas, Estados Unidos Tiene una población estimada, a mediados de 2021, de 254 habitantes.
Abarca un área exclusivamente rural.

## Geografía
Está ubicado en las coordenadas 39°4′43″N 97°38′42″O / 39.07861, -97.64500 (39.078615, -97.644944). Según la Oficina del Censo de los Estados Unidos, tiene una superficie total de 89.91 km², de la cual 89.85 km² corresponden a tierra firme y 0.06 km² son agua.

## Demografía
Según el censo de 2020, en ese momento había 247 personas residiendo en la zona. La densidad de población era de 2.75 hab./km². El 93.5 % de los habitantes eran blancos, el 0.4 % era asiático y el 6.1 % eran de una mezcla de razas. Del total de la población, el 3.6 % eran hispanos o latinos de cualquier raza.